# Hannibal Marquis Sommariva

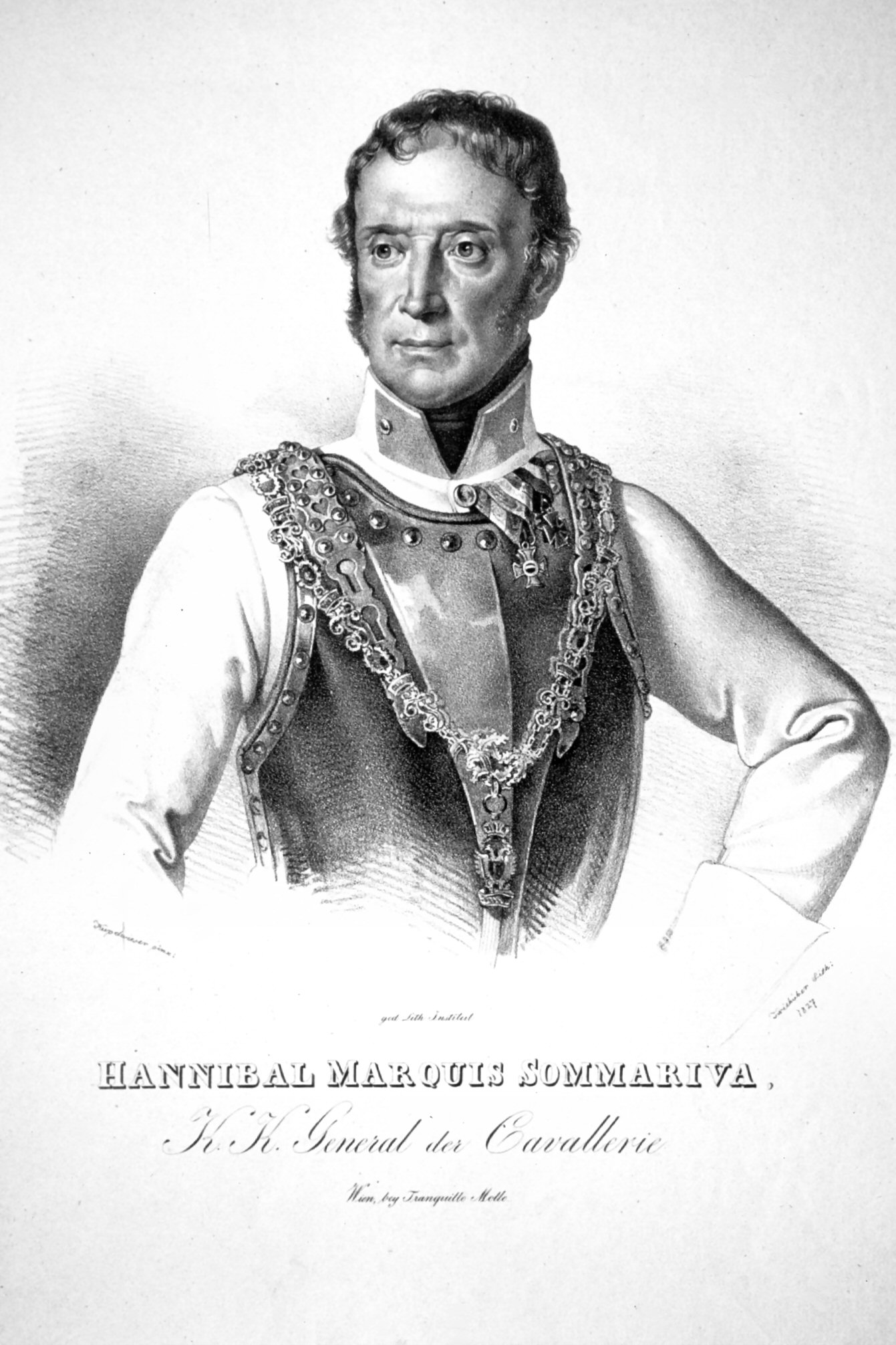
Hannibal Marquis Sommariva, Lithographie von Josef Kriehuber nach Leopold Kupelwieser, 1827

Hannibal Marchese di Sommariva (* 10. März 1755 in Lodi; † 10. Juli 1829 in Wien) war ein österreichischer General italienischer Abstammung.

## Leben
Hannibal Sommariva entstammte einer angesehenen lombardischen Adelsfamilie. Er wurde im Collegio dei Nobili in Mailand erzogen und begann seine militärische Karriere bereits 1771 durch Eintritt in ein Ulanenregiment. Er nahm 1778 an dem Feldzug gegen Preußen und 1787–1789 an den Türkenkriegen teil. Im Ersten Koalitionskrieg zeichnete er sich aus und wurde 1796 Oberst und Kommandant des 8. Ulanen Regiments. 1799 wurde er bei Magnano mit dem Ritterkreuz des Maria-Theresien-Ordens ausgezeichnet und zum Generalmajor befördert. 1800 wurde er Generalgouverneur der toskanischen Provinzen. 1801 und 1805 kämpfte er in Italien und wurde 1807 Feldmarschallleutnant und Militärkommandant in Troppau. 1809 befehligte er eine Division und nahm an der Schlacht bei Eckmühl teil. Die nächsten Jahre führten ihn nach Mähren und Ungarn. 1814 nahm er in Mailand als kaiserlicher Kommissär die italienischen Gebiete in Besitz. 1817 erfolgte die Ernennung zum General der Kavallerie und 1820 zum kommandierenden General in Wien. Eine besondere Auszeichnung stellte 1825 die Ernennung zum Kapitän der Trabantenleibgarde und der Hofburgwache dar. Ab 1806 war er Inhaber des Kürassierregiments Nr. 5, 1816 erhielt er den Orden der Eisernen Krone I. Klasse und wurde zum Geheimrat ernannt. Seine Gebeine ruhen in einem Ehrengrab am Wiener Zentralfriedhof (Gruppe 0, Nr. 35).